# 國武勇斗
國武 勇斗（くにたけ ゆうと、2005年12月20日 - ）は、大阪府羽曳野市出身のプロサッカー選手。Jリーグ・奈良クラブ所属。ポジションはミッドフィールダー（MF）。

## 来歴
興國高校在学中の2023年7月に奈良クラブへの2024年加入と2023年の特別指定選手の登録が発表された。
2024年3月3日に行われたJ3リーグ第1節のAC長野パルセイロ戦で公式戦初出場を果たした。

## 所属クラブ
- 羽曳野市サッカースクール[1]
- ガンバ大阪堺ジュニアユース[1]（峰塚中学校[3]）
- 興國高校[1]
  - 2023年7月 - 12月 奈良クラブ(特別指定選手)
- 2024年 -  奈良クラブ

## 個人成績
| 国内大会個人成績 | 国内大会個人成績 | 国内大会個人成績 | 国内大会個人成績 | 国内大会個人成績 | 国内大会個人成績 | 国内大会個人成績 | 国内大会個人成績 | 国内大会個人成績 | 国内大会個人成績 | 国内大会個人成績 | 国内大会個人成績 |
| 年度             | クラブ           | 背番号           | リーグ           | リーグ戦         | リーグ戦         | リーグ杯         | リーグ杯         | オープン杯       | オープン杯       | 期間通算         | 期間通算         |
| 年度             | クラブ           | 背番号           | リーグ           | 出場             | 得点             | 出場             | 得点             | 出場             | 得点             | 出場             | 得点             |
| 日本             | 日本             | 日本             | 日本             | リーグ戦         | リーグ戦         | リーグ杯         | リーグ杯         | 天皇杯           | 天皇杯           | 期間通算         | 期間通算         |
| ---------------- | ---------------- | ---------------- | ---------------- | ---------------- | ---------------- | ---------------- | ---------------- | ---------------- | ---------------- | ---------------- | ---------------- |
| 2024             | 奈良             | 20               | J3               | 35               | 1                | 1                | 0                | 1                | 0                | 37               | 1                |
| 通算             | 日本             | 日本             | J3               | 35               | 1                | 1                | 0                | 1                | 0                | 37               | 1                |
| 総通算           | 総通算           | 総通算           | 総通算           | 35               | 1                | 1                | 0                | 1                | 0                | 37               | 1                |

- 2023年は特別指定選手（出場無し）

出場歴
- Jリーグ初出場 - 2024年2月24日 J3第1節 vsFC琉球（ロートフィールド奈良）
- Jリーグ初得点 - 2024年5月6日 J3第13節 vs福島ユナイテッドFC（とうほう・みんなのスタジアム）